# Augustijn van Hernighem
Augustijn van Hernighem (ca. 1540 – na 1617) was een rooms-katholieke poorter van Ieper die 33 jaar lang een waardevol dagboek bijhield over de bewogen gebeurtenissen in de periode 1562-1595.

## Leven
Van Hernighem is niet uit andere bronnen bekend en ook in zijn dagboek zijn de persoonlijke gegevens vrij schaars. Hij was een welstellende burger, wonend in de Sint-Niklaasparochie, die van zijn renten lijkt te hebben geleefd en de stedelijke ambten van broodweger en korenmeter vervulde (warandeerder van de cooremaert). Hij was ook korporaal in de stadsmilitie. Hij trouwde rond 1565 met een Ieperse en had vier kinderen: Tincken († 1568), Haentgen (°1568), Willekin (ook genaamd Guillaeme) (1570-90) en Martinken (°1571). Daarnaast vermeldt Van Hernighem een vader Jan, een broer Jan († 1574) en een zus Mayken († 1575).
Als lid van rederijkerskamer Lichtgeladen was Van Hernighem thuis in het culturele leven van zijn stad. Hij had als devies Den tydt die lydt. Uit de gedichten die hij in zijn dagboek neerschreef, kunnen we opmaken dat hij literair geen hoge toppen scheerde.

## Dagboek
Het bewaarde dagboek is autograaf en besloeg oorspronkelijk zeven boekdelen:
- Boek 1 (oktober 1562 - juli 1572)
- Boek 2 (17 juli 1572 - 31 december 1583)
- Boek 3 (verloren)
- Boek 4 (17 september 1584 - 10 november 1587)
- Boek 5 (10 november 1587 - 31 december 1588)
- Boek 6 (8 januari 1589 - 31 december 1591)
- Boek 7 (1 januari 1592 - 18 juli 1595)

Het verloren derde boek behandelde de periode van 1 januari tot 16 september 1584, met o.m. de inname van Ieper door Farnese. Van Hernighem noteerde over het algemeen de gebeurtenissen die belangrijk waren voor zijn stad, met bijzondere aandacht voor de precaire bevoorradingssituatie. Als vroom katholiek had hij een zekere vooringenomenheid, maar dit weerhield hem er niet van om bijvoorbeeld het gedrag van de Spaanse bevrijders te laken. De waarde van zijn werk ligt in de absolute goede trouw waarmee hij de gebeurtenissen weergaf. Zowel topografisch als chronologisch toonde hij zich zeer nauwkeurig, met talrijke correcties, bijvoorbeeld waar hij een gerucht had neergeschreven dat naderhand onjuist bleek. De precisie van het dagboek is mee te danken aan het feit dat Van Hernighem goed geïntroduceerd was in het politieke en culturele leven van Ieper. Bijzonder is zijn omstandige verslag van de executie van bosgeuzenleider Jan Camerlynck (waarschijnlijk zullen de veertien executies van 1584 uitgebreid aan bod gekomen zijn in het verloren derde boek), alsook zijn notities over het kattenwerpen (1590) en over een vinkenzetting (1595). In beide gevallen gaat hem om de oudste bewaarde ooggetuigenverslagen.
Via de nalatenschap van de bibliofiel Jacques Goethals-Vercruysse kwam het dagboek terecht in de Kortrijkse Stadsbibliotheek (Fonds Goethals-Vercruysse, codex 296).

## Naamvarianten
In de introductie noemt de schrijver zich Augustyn van Hernighem, fylius Jans, en die spelling komt consequent doorheen het dagboek terug (met hoogstens de varianten Augustijn en Heernighem). De eenmalige variant Augustyn van Hermelghem, op het eind van het tweede boek, is weerhouden als auteursnaam door de 19e-eeuwse tekstbezorger, mogelijk wegens het verband met het Zwalmdorp Hermelgem.

## Uitgaven
De dagboeken van Hernighem zijn niet volledig uitgegeven. In de 19e eeuw bezorgde kanunnik F. Van De Putte een weinig secure druk van de boeken 2, 5 en 6 (in twee delen), gecorrigeerd door Victor Fris in 1921. Boek 1 verscheen in 1978, maar de boeken 4 en 7 blijven anno 2018 onuitgegeven.
- Maetschappy der Vlaemsche bibliophilen (red.), Nederlandsche historie door Augustijn van Hermelghem, Gent, Eerste deel, 1864 en Tweede deel, 1867
- A.L.E. Verheyden (red.), Eerste bouck van beschryfvinghe van alle gheschiedenesse (1562-1572), Brussel, 1978

## Voetnoten
1. ↑  Victor Fris, La Chronique d'Ypres d'Augustin van Hernighem (Octobre 1562-juillet 1595), in: Bulletin de la Commission royale d'Histoire, vol. LXXXV, 1921, p. 27. Gearchiveerd op 2 juni 2018.